# Ermal Fejzullahu
Ermal Fejzullahu (* 23. August 1988 in Pristina, Kosovo) ist ein albanischsprachiger Sänger aus dem Kosovo. Er ist der Sohn des Sängers Sabri Fejzullahu.
Neben traditionellen Volksliedern singt Ermal Fejzullahu auch im Stil der Pop, Dance und Turbofolk.

## Karriere
Im Sommer 2010 arbeitete Fejzullahu an einem Song mit Tingulli 3nt, einer bekannten albanischen Rappergruppe. Das Video zu dem Song wurde Berichten zufolge zensiert, da es zu viel Nacktheit zeigte.

## Persönliches Leben
Er ist seit dem 22. Oktober 2008 verheiratet und hat vier Kinder.

## Diskografie (Auswahl)
- Çika E Prishtines
- Dashuria Nuk Mësohet
- Dëshiroj Të Të Kem Pranë
- Më Lejo Të Të Dua
- Mike
- Një Buzëqeshje
- Një Fjalë
- Nuk Mund Të Të Fal
- Prap Këtë Natë
- Të Kujtoj Me Mallë
- Vajzat
- Ç'është Moj E Bukur
- Oj nafaka jeme
- Digje Sonte
- Nostalgjia (mit Sabri Fejzullahu)

### Kollaborationen (Auswahl)
- Më E Mira (mit Romeo Veshaj)
- Tela (mit Kida)
- Mi Amore (mit Kida)
- Hajde Hajde (mit DJ Gimi-O)
- Tavolina (mit Ledri Vula & Lumi B)
- Flake (mit Kidda)
- Fiksim (mit Kidda)
- Mos Luj (mit Luiz Ejlli & DJ Gimi-O)
- Nostalgjia (mit MC Kresha & RZON)
- Krushqit me Maybach (mit MC Kresha & Lyrical Son)
- Sot (mit Elgit Doda)
- Sa T'kom Dasht (mit Gjiko)
- Shqiptare (mit Luar)
- Para Para (mit Ghetto Geasy & Majk)
- Perjetesi (mit Fifi)
- Për Një Dashuri (mit Butrint Imeri)
- Daja (mit Bes Kallaku)
- M'ke Harru (mit Ledri Vula)
- Fshatarja Ime (mit Ledri Vula)
- Faj (mit Samanta)
- Hajmali (mit Gjiko)
- Emocion (mit 2Ton)
- Ajo (mit Gena)
- Hajredin Pasha (mit Sinan Hoxha)
- I Kom (mit Tingulli Trent)
- Une e Di (mit Nora Istrefi)